# Freie Gewerkschaften (Sozialismus)
Auch in den realsozialistischen Ländern der ehemaligen RGW-Staaten gab es zahlreiche Bemühungen, von den offiziellen Gewerkschaftsverbänden unabhängige freie Gewerkschaften zu gründen. In der Mehrzahl wurden sie als freie Gewerkschaften bezeichnet oder hießen sogar so.

## Tschechoslowakei
Die ersten Forderungen, freie und unabhängige Gewerkschaften zu etablieren, wurden während des Prager Frühlings in der damaligen Tschechoslowakei 1967/1968 gestellt. Es handelte sich dabei nicht explizit um die Gründung eines neuen Verbandes, weil es bald gelang, die bestehenden Gewerkschaften schnell zu transformieren. Sie wurden bald zu einer der treibenden Kräfte des Reformprozesses – vor allem unter dem Druck der Mitglieder.

## Sowjetunion
Zaghafte Versuche, freie Gewerkschaften zu gründen, wurden auch in der Sowjetunion in den 70er Jahren unternommen, jedoch ohne Bedeutung erlangt zu haben (wie in Polen oder Rumänien).

## Rumänien
Anfang 1979 gründeten einige Intellektuelle (Ionel Cană, Gheorghe Brasoveanu, Vasile Paraschiv) und Arbeiter in Bukarest die „Freie Gewerkschaft rumänischer Werktätiger“ SLOMR (Sindicatul liber al oamenilor muncii din Romania), in anderen Städten wie Timișoara, Arad und anderen folgten einige Ableger. Die Gewerkschaften wurden jedoch sehr bald vom rumänischen Geheimdienst Securitate aufgelöst, einzelne Gründungsmitglieder sowie Sympathisanten verhaftet, vor Gericht gestellt und teilweise zu hohen Haftstrafen verurteilt.

## Polen

Solidarność-Logo

Den höchsten Bekanntheitsgrad und Erfolg erzielte die polnische Bewegung Solidarność. Der Durchbruch der 1980 gegründeten Gewerkschaft unter der Führung von Lech Wałęsa, der sich bald Millionen Bürger anschlossen, konnte nur durch das von General Wojciech Jaruzelski verhängte Kriegsrecht gestoppt werden, auch das nur vorübergehend. In der Folge führten die Aktivitäten dieser Bewegung zum Fall des Regimes in Polen.